# Wyśmierzyce (gmina)
Wyśmierzyce – gmina miejsko-wiejska w województwie mazowieckim, w powiecie białobrzeskim. W latach 1975–1998 gmina położona była w województwie radomskim.
Siedziba gminy to Wyśmierzyce.
Według danych z 30 czerwca 2004 gminę zamieszkiwało 2909 osób. Natomiast według danych z 31 grudnia 2023 roku gminę zamieszkiwało 2680 osób.

## Struktura powierzchni
Według danych z roku 2002 gmina Wyśmierzyce ma obszar 104,31 km², w tym:
- użytki rolne: 55%
- użytki leśne: 39%

Gmina stanowi 16,32% powierzchni powiatu.

## Demografia

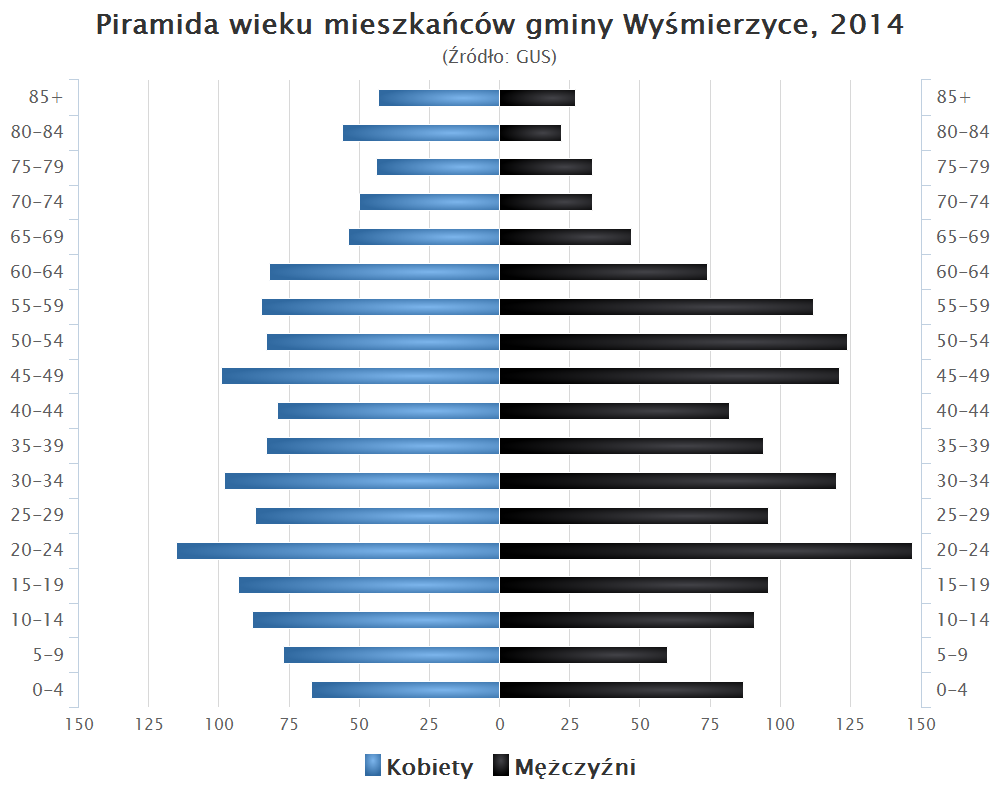
Piramida wieku mieszkańców gminy Wyśmierzyce w 2014 roku

Dane z 30 czerwca 2004:
| Opis                              | Ogółem | Ogółem | Kobiety | Kobiety | Mężczyźni | Mężczyźni |
| --------------------------------- | ------ | ------ | ------- | ------- | --------- | --------- |
| jednostka                         | osób   | %      | osób    | %       | osób      | %         |
| populacja                         | 2909   | 100    | 1411    | 48,5    | 1498      | 51,5      |
| gęstość zaludnienia (mieszk./km²) | 27,9   | 27,9   | 13,5    | 13,5    | 14,4      | 14,4      |

## Sołectwa
Grzmiąca, Jabłonna, Korzeń-Klamy, Kostrzyn, Kozłów-Kiedrzyn, Kożuchów, Olszowa, Paprotno, Redlin-Wólka, Romanów, Ulaski Grzmiąckie, Witaszyn.
Miejscowości bez statusu sołectwa: Aleksandrów, Brodek, Górki, Jakubówka, Jeruzal, Las Hulaski, Ulaski Stamirowskie.

## Sąsiednie gminy
Białobrzegi, Klwów, Mogielnica, Nowe Miasto nad Pilicą, Potworów, Promna, Radzanów.